# Vladan Savić
Vladan Savić (Ivangrad, 26. jul 1979) bivši je crnogorski fudbaler iz Berana. Tokom karijere je nastupao za FK Berane, FK Budućnost Podgorica, FK Mladost Apatin, FK Spartak Subotica, FK Voždovac i FK Kečkemet.

## Spoljašnje veze
- Vladan Savić на веб-сајту Transfermarkt (језик: енглески)